# Најбоље године госпођице Џин Броди (филм)
Најбоље године госпођице Џин Броди (енгл. The Prime of Miss Jean Brodie) је британска филмска драма из 1969. године. У главној улози је била Меги Смит, која је за своје извођење награђена Наградом BAFTA и Оскаром за најбољу главну глумицу. Памела Френклин је била номинована, а Силија Џонсон је добила Награду BAFTA за најбољу глумицу у споредној улози. Смитова је била и у конкуренцији за Златни глобус, као и филм, који је био номинован за Златни глобус за најбољу драму. Ову награду је пак добио Род Макјуен за песму Џин. Осим што је била номинована за Оскара, песма је била велики хит у Сједињеним Државама крајем 1969. године.

## Радња
Госпођица Џин Броди је наставница историје у конзервативној школи за девојке. Међутим, њена предавања се тичу свега само не историје. Она девојке подучава лепим уметностима, учи их како да индивидуализам поставе изнад колективног духа, говори им о великим освајачима и диктаторима, али веома романтизирано и безазлено. Не схватајући колико је опасно то што ради, Џин у њиховим очима уздиже Франка и Мусолинија, и у исто време се излаже опасности да буде отпуштена. У прилог ограниченој директорки Макеј, која не може да поднесе превише прогресивну наставницу, иде и чињеница да госпођица Џин Броди одржава две љубавне афере – са професором ликовног и професором музичког. Убрзо ће и њене ученице почети да схватају због чега су највећа љубав Бродијеве сликарство и музика. Нове невоље долазе када се код најбоље ученице у одељењу јави љубомора према контроверзној учитељици.

## Улоге
| Глумац          | Улога         |
| --------------- | ------------- |
| Меги Смит       | Џин Броди     |
| Роберт Стивенс  | Теди Лојд     |
| Памела Франклин | Сенди         |
| Гордон Џексон   | Гордон Лаутер |
| Силија Џонсон   | госпођа Макеј |
| Дајана Грејсон  | Џени          |
| Џејн Кар        | Мери Магрегор |
| Ширли Стидман   | Моника        |